# Лорі бурий
Лорі бурий (Chalcopsitta duivenbodei) — вид папугоподібних птахів родини Psittaculidae. Ендемік Нової Гвінеї.

## Назва
Видовий епітет вшановує нідерландського торговця Мартена Дірка ван Ренесса ван Дуйвенбоде (1804-1878).

## Поширення
Цей вид нерівномірно поширений уздовж північних прибережних низовин Нової Гвінеї від затоки Чендравасіх в Іріан-Джая (Індонезія) до затоки Астролобе в Папуа-Новій Гвінеї. Загалом повідомляється, що птах є рідкісним, але локально досить поширений в таких місцях, як район річки Пувані південніше Ванімо та в неповністю вирубаному лісі в районі річки Вапога. Його природним середовищем існування є субтропічні або тропічні вологі рівнинні ліси на висоті до 150 м.

## Опис
Птах завдовжки до 31 см і вагою від 200 до 230 г. Забарвлення дещо змінюється в залежності від підвиду. Основний колір темно-оливковий. Частини тіла, такі як підборіддя, лоб, щоки, дужка крил, стегна та підкрилки, забарвлені в золотисто-жовтий колір, який переходить у чорний. Очні кільця та дзьоб, а також лапи матово-чорні. Поводи, восковиця та ділянка навколо дзьоба не оперені. Райдужка забарвлена в оранжево-червоний колір. Молоді особини мають темніше забарвлення і темнішу райдужку.

## Спосіб життя
Трапляється парами або невеликими групами приблизно до 15 птахів. Харчуються за допомогою довгого вузького язика, кінчик якого густо вкритий сосочками. Основною їжею в природі є нектар, плоди і пилок. Точний сезон розмноження бурих лорі невідомий, але розмноження зазвичай починається в березні. Звичайна кладка складається з двох-чотирьох яєць, а інкубаційний період триває 24-26 днів. Молодняк залишає гніздо через 10-11 тижнів. За рік можливі два виводки.